# Fátyolos szömörcsög
A fátyolos szömörcsög (Phallus duplicatus) az osztatlan bazídiumú gombák (Homobasidiomycetes) osztályának a szömörcsögalkatúak (Phallales) rendjébe, ezen belül a szömörcsögfélék (Phallaceae) családjába tartozó faj. A süveg kissé csúcsos, tetején fehéres gyűrűvel, gödörkés felületét dögszagú, zöldes nyálkába ágyazott spóratömeg borítja, így csalogatja magához a rovarokat, melyek széthordják a spóráit. Tönkje hengeres, fehér. A süveg alatt szoknyaszerűen lelógó, múlékony, hálószerű fátyol veszi körül, alján fehér, bő bocskor van. A pázsiton és réteken található meg.

## Taxonómia
A fajt először 1811-ben írta le Louis Bosc francia botanikus. Szinonimái a Dictyophora duplicata és a Hymenophallus duplicatus is.

## Leírása
Az éretlen termőtest nagyjából gömb alakú, fehéres rózsaszín színű, tövénél vastag micéliumos zsinór található. Kifejlett állapotban a termőtest hengeres alakú, akár 8 cm magas is lehet. A tönk tetején ovális kalap található, amely nagyjából 5 cm hosszú, 4 cm széles. Felületét kamrák és gödrök borítják, a csúcson perforáció is van, fehér szegéllyel. A süveg alatt szoknyaszerűen lelógó, múlékony, hálószerű fátyol, vagy indusium veszi körül, alján fehér, bő bocskor van. Zöld, bűzös iszap, azaz galalit is borítja. A spórái hengeresek, áttetszőek, simák, 3,5–4,2 1–1.5 mikrorméteresek. Gyümölcs szervei a „tojás” szakaszban ehetőek.
Az erdei szömörcsöggel vagy a homoki szömörcsöggel lehet összetéveszteni.

## Élőhelye
A fátyolos szömörcsög szaprotróf táplálkozást folytat, a termőtestek egyénileg vagy kis csoportokban nőnek erdőkben, kertekben és parkosított területeken. Az erős szagot árasztó gleba magához vonzza s legyeket, amelyek szétterjesztik spóráit.
Előfordul Európában, Ázsiában (Kína és Japán), Észak- és Dél-Amerikában (Brazília). 1986-ban egy paraguayi bélyegre is felkerült.  Ukrajnában Vörös Listás faj. Hazánkban ritka faj.

## Fordítás
- Ez a szócikk részben vagy egészben  a   Phallus duplicatus című angol Wikipédia-szócikk ezen változatának fordításán alapul.  Az eredeti cikk szerkesztőit annak laptörténete sorolja fel. Ez a jelzés csupán a megfogalmazás eredetét és a szerzői jogokat jelzi, nem szolgál a cikkben szereplő információk forrásmegjelöléseként.

## Külső hivatkozások
- Fátyolos szömörcsög az Index Fungorum oldalon (angolul)
- Fátyolos szömörcsög a MushroomExpert oldalon (angolul)
- Fátyolos szömörcsög a Miskolci Gombász Egyesület oldalán (magyarul)